# Montažna traka
Montažna traka ili pokretna traka označava način proizvodnje skupinom radnih mjesta s usklađenim redoslijedom proizvodnih postupaka.
Temelj je proizvodne linije koja se primjenjuje u industrijskoj proizvodnji. Na proizvodnoj liniji komponente se sklapaju u krajni proizvod dosta brže nego u slučaju obrtničke proizvodnje. Proizvodne linije temelj su za masovnu proizvodnju. Prvu proizvodnu traku uveo je amerikanac Henry Ford za masovnu i jeftiniju proizvodnju automobila. 

## Vanjske poveznice
- Homepage for assembly line optimization research